# Cyphon confusus
Cyphon confusus är en skalbaggsart som beskrevs av Brown 1930. Cyphon confusus ingår i släktet Cyphon och familjen mjukbaggar. Inga underarter finns listade i Catalogue of Life.